# Татт, Брианна
Брианна Кей Татт (англ. Brianne Tutt; род. 9 июня 1992 года, Калгари, Канада) — канадская конькобежка, участница зимних Олимпийских игр 2014 и 2018 года.

## Биография
Брианна Татт родилась в городе Калгари, провинция Альберта, Канада. Родители отдали Брианну в секцию фигурного катания, чтобы укрепить её здоровье с помощью спорта. Однако, Татт не нравились эти занятия и в 2003 году она начала профессионально тренироваться на базе клуба «Club Ichiban», Калгари. В национальной сборной за её подготовку отвечает южнокорейская тренер — Wang Xiuli. Обучалась в Технологическом институте Южной Альберты по специальности парамедицина. В 2012 году во время тренировки в Брианну сзади на полной скорости врезался один из конькобежцев. В результате этого инцидента она получила перелом ключицы, трещину в черепе, перелом рёбер, перелом двух шейных позвоночников, паралич лицевого нерва (Паралич Белла), и потеряла слух в левом ухе. Период восстановления занял около года и Татт смогла вернуться к тренировкам лишь в 2013 году для квалификации на зимние Олимпийские игры 2014 года.
Лучший, на март 2018 года, свой персональный показатель на соревновании международного уровня под эгидой ИСУ Татт продемонстрировала во время чемпионата мира по конькобежному спорту на отдельных дистанциях 2016 года, проходившего в российском городе Коломна. 13 февраля на катке Центра конькобежного спорта во время командной гонки среди женщин с итоговым результатом 3:04.94 (+6,82) канадская команда финишировала шестой.
На зимних Олимпийских играх 2018 года, которые стали для неё вторыми в карьере, Брианна Татт была заявлена для участия в забеге на 1500 и 3000 м. 10 февраля 2018 года на Олимпийском Овале Каннына в забеге на 3000 м она финишировала с результатом 4:13.70 (+14.49). В итоговом зачёте Татт заняла 20-е место. 12 февраля 2018 года на Олимпийском Овале Каннына в забеге на 1500 м Брианна финишировала с результатом 1:58.77 (+4.42). В итоговом зачёте она заняла 15-е место. Комментируя результаты своего выступления, Татт утверждала, что перенесённая два месяца назад пневмония повлияла на её физическую форму.